# Brentwood, Essex
Brentwood är en stad i grevskapet Essex i England. Staden är huvudort i distriktet med samma namn och ligger cirka 32 kilometer nordost om centrala London. Tätorten (built-up area) hade 52 586 invånare vid folkräkningen år 2011.